# Сухой Байгул (село)
Сухой Байгул — село в Чернышевском районе Забайкальского края России. Входит в состав сельского поселения Байгульское.

## География
Село находится в южной части района, в лесостепной зоне, на левом берегу реки Сухой Байгул, к востоку от села Байгул, на расстоянии примерно 33 километров (по прямой) к юго-западу от посёлка городского типа Чернышевск.

## Население
| 2021 |
| ---- |
| 0    |

## История
Решение образовать новый населённый пункт путём выделения из села Байгул было принято Законом Забайкальского края от 25 декабря 2013 года. На федеральном уровне соответствующее наименование было присвоено Распоряжением Правительства Российской Федерации от 1 марта 2016 года N 350-р.